# Gaston Colle
Gaston Colle, né le 1er août 1881 à Tielt et mort le 30 août 1946 à Bruxelles, est un universitaire belge spécialisé dans l'histoire de la philosophie antique.

## Biographie
Professeur à L'université de Gand, où il enseignait la philosophie morale, Gaston Colle reste essentiellement connu en tant que commentateur de la Métaphysique d'Aristote, dont il a donné une traduction des quatre premiers livres. Publiée en trois volumes entre 1912 et 1931, cette traduction constitue d'ailleurs les trois premiers volumes de la collection « Aristote: traductions et études » des Éditions de l'institut supérieur de philosophie de Louvain (puis de Louvain-la-Neuve).

## Œuvres
- Aristote, La Métaphysique. Livre premier, traduction et commentaire par Gaston Colle, Louvain, Édition de l'institut supérieur de philosophie, "Aristote: traductions et études", 1912.
- Aristote, La Métaphysique. Livres II et III, traduction et commentaire par Gaston Colle, Louvain, Édition de l'institut supérieur de philosophie, "Aristote: traductions et études", 1922.
- Aristote, La Métaphysique. Livre quatrième, traduction et commentaire par Gaston Colle, Louvain, Édition de l'institut supérieur de philosophie, "Aristote: traductions et études", 1931.
- Les éternels. Mélanges de philosophie et de critique (Lib. de la Grand' Place, Bruxelles 1936).